# Akropolis (dramat)

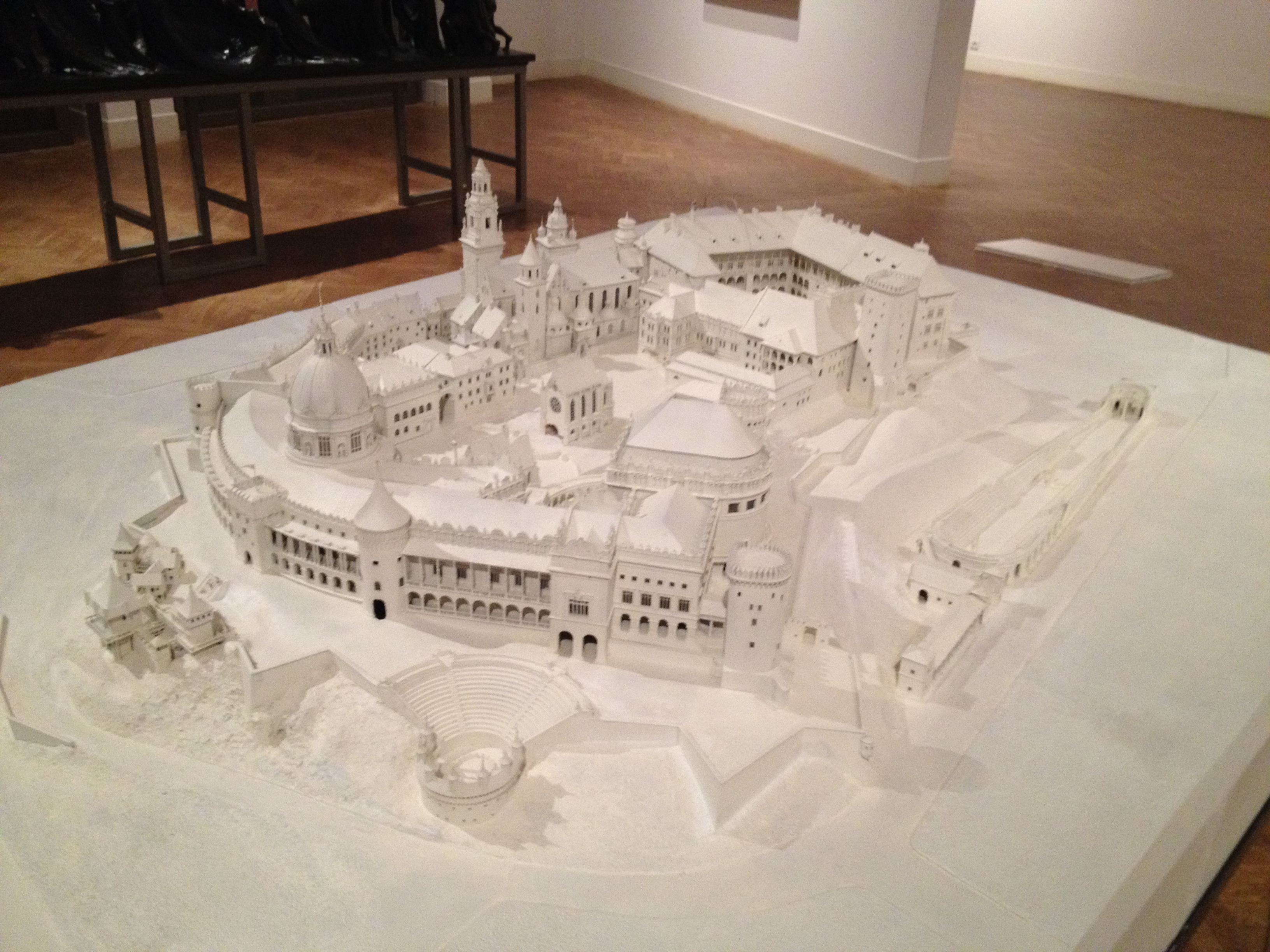
Projekt przebudowy wzgórza wawelskiego autorstwa Stanisława Wyspiańskiego i Władysława Ekielskiego nazywany Wawel-Akropolis

Akropolis – dramat w 4 aktach, utwór Stanisława Wyspiańskiego, powstały w latach 1903-04, wydany w Krakowie w 1904. Wystawiony w 1926 w Krakowie w reż. Józefa Sosnowskiego, w Teatrze Miejskim im. Juliusza Słowackiego.

## Fabuła
Wydarzenia dramatu rozpoczynają się o północy, po zakończeniu nabożeństwa rezurekcyjnego w katedrze wawelskiej i trwają do świtu pierwszego dnia Wielkanocy:

Rzecz dzieje się na Wawelu w Noc Wielką Zmartwychwstania.

W akcie I twórca powołuje do życia autentyczne posągi w katedrze, ich dialogi wyrażają pewność zmartwychwstania biologicznego, wyższość życia nad śmiercią i chwałę miłości. Akt II, podobnie jak III, oparty został na temacie gobelinu wawelskiego, dzieje się na murach Wawelu, przetworzonych mocą synkretycznej wyobraźni poety w mury Troi – z historią Parysa, Heleny i Hektora. Ta przemiana mitologiczna symbolizuje siły miłości i pożądania jako wyższe od praw moralnych.

Wiem, że nieprawość czynię, wiem, że źle, że źle robię, ale kocham – pożądam.

W akcie III ożywił Wyspiański gobelinowe postacie, prezentujące znaną ze Starego Testamentu historię Jakuba i Ezawa. Postacie te przeniósł na schody wiodące do kaplic i uczynił je drabiną, na której rozgrywa się walka Jakuba z Aniołem. W akcie IV wydarzenia toczą się nadal w katedrze. Wypełnia go głośna pieśń Harfiarza, wieszcząca nadejście wolności narodu, które ma się dokonać w sposób symboliczno-wizyjny. O świcie słychać głos Salwatora, na złocistym rydwanie wjeżdża Apollo. W gruzy pada katedra, symbol tradycji i przeszłości, otwiera się nowe życie.

## Geneza
Dramat Akropolis był efektem fascynacji Wyspiańskiego Wawelem jako miejscem symbolicznym, skupiającym w sobie nie tylko istotę polskiej historii i kultury, ale też cywilizacji europejskiej, miejscem łączącym tradycje biblijne i antyczne. Akropolis nie jest dramatem we właściwym tego słowa znaczeniu, lecz poematem scenicznym o paru wątkach, zbiegających się w całość wysoce nowatorską i prekursorską. Może być ona nazwana "pieśnią o Wawelu". W kompozycję wizjonerską wpisał twórca liczne wstawki liryczne, do rzędu oddzielnych poematów podniósł didaskalia, akt trojańsko-wawelski dopełnił rzadkiej piękności freskiem muzyczno-poetyckim, ilustrującym muzykę dzwonów krakowskich kościołów i klasztorów. W dziele wyrażona jest, właściwa Wyspiańskiemu, pewność odzyskania niepodległości, usymbolizowana przez Wawel, centralne dla tradycji narodowej miejsce. Podobnie jak w Nocy listopadowej, sprawy biologii i erotyki odgrywają doniosłą rolę.
W dramacie Akropolis dochodzi do głosu filozofia egzystencjalna Wyspiańskiego, jego interpretacja losu ludzkiego, przejmująca nieodwracalność przeznaczenia, czy klątwy tragicznej, nieuchronność zła towarzyszącego czynom człowieka, wysuwająca jednocześnie etos postawy heroicznej jako jedynej koniecznej w zmaganiach z losem.
Nazwa grupy poetyckiej Skamander wywodzi się ze słów na początku aktu III:

Skamander połyska, wiślaną świetląc się falą.

## Na scenie
Za życia Stanisława Wyspiańskiego nie wystawiono dramatu Akropolis na scenie. Jedynie pieśń chóru z II aktu przy dźwięku "muzyki krakowskich dzwonów" – jako "Hejnał" – odśpiewana została na wieczorze literacko-artystycznym, zorganizowanym we wrześniu 1904 we Lwowie. W 1916, w trudnych wojennych warunkach krakowski teatr wystawił dwa akty (I i IV). Drugą część przedstawienia wypełniło "drama" J. U. Niemcewicza Kazimierz Wielki. Wśród wykonawców Akropolis znaleźli się aktorzy, których oklaskiwać można było w Krakowie jeszcze po II wojnie – jak Jerzy Leszczyński, czy Wacław Nowakowski. W roli dwóch Aniołów wystąpiły debiutujące na scenie Maria Majdrowicz i Maria Malicka. Autorem dekoracji był Zygmunt Wierciak a kostiumy wykonali bracia Pronaszkowie.
Dopiero w 1926 w rocznicę powstania listopadowego, wystawiono cały dramat Wyspiańskiego na krakowskiej scenie. Dyrektorem był Zygmunt Nowakowski, który wystąpił w przedstawieniu w roli Harfiarza, a reżyserem Józef Sosnowski, wcielając się też w rolę Tempusa. Z aktorów naszych czasów oklaskiwali wtedy widzowie m.in. Antoninę Klońską (Andromaka), Tadeusza Burnatowicza (Anioł Czarny), Zbigniewa Sawana (Parys).
Słynna w powojennym życiu teatralnym stała się inscenizacja Akropolis w reż. Jerzego Grotowskiego w Teatrze Laboratorium w Opolu (1962). Twórcy przenieśli akcję dramatu do XX-wiecznej Europy – z Wawelu, "polskiego Akropolu", w "plemion cmentarzysko" – rzeczywistość obozów koncentracyjnych.  Na sesji naukowej poświęconej Wyspiańskiemu, zorganizowanej na Uniwersytecie Jagiellońskim w 100-lecie urodzin poety, w jednym z referatów uznano to przedstawienie za najwybitniejszą inscenizację wśród licznych realizacji sztuk Wyspiańskiego na polskich scenach. Spektakl, który wszedł do kanonu arcydzieł światowego teatru pokazywany był także poza Polską, m.in. w Amsterdamie, Utrechci, Hadze, Rotterdamie, Brukseli, Edynburgu, Paryżu, Aix-en-Provence, Nowym Jorku. Jedna z wersji spektakli została także sfilmowana przez telewizję amerykańską.